# Janez Mihelčič
Janez Mihelčič SJ (ur. 13 maja 1942 w Radovljicy) – słoweński duchowny rzymskokatolicki, jezuita, misjonarz, lingwista, administrator apostolski Kirgistanu w latach 2016–2017.

## Życiorys
Urodził się 13 maja 1942 w Radovljicy w Jugosławii (na terenie dzisiejszej Słowenii). Po zdaniu matury wstąpił do Wyższego Seminarium Duchownego w Lublanie. Naukę musiał przerwać otrzymując powołanie do służby wojskowej, po odbyciu której powrócił do seminarium. W 1963 wyjechał na studia do Rzymu, gdzie zapoznał się z duchowością Towarzystwa Jezusowego i za zgodą arcybiskupa lublańskiego – Jožego Pogačnika, wstąpił do zakonu. Później przebywał w Irlandii i Japonii, gdzie poznał języki: angielski, japoński i rosyjski. W 1974 roku został wyświęcony na diakona, a rok później 23 marca 1975 w Tokio otrzymał święcenia kapłańskie. W latach 1975–1978 studiował lingwistykę w Belgradzie. Od 1979 wykładał język rosyjski na jezuickim Uniwersytecie Sophia w Tokio. W 1997 przybył do Moskwy, a następnie do Biszkeku, gdzie na miejscowym uniwersytecie wykładał język japoński.
1 sierpnia 2016 został mianowany przez papieża Franciszek administratorem apostolskim ad nutum Sanctae Sedis Kirgistanu. Dnia 29 sierpnia 2017, w związku z osiągnięciem wieku emerytalnego, złożył rezygnację z pełnionego urzędu.